# Elena Curtoni
Elena Curtoni, née le 3 février 1991 à Morbegno, est une skieuse alpine italienne. Participant aux épreuves de Coupe du monde en slalom géant, super-G, combiné alpin et descente, c'est dans cette dernière discipline qu'elle obtient sa première victoire le 25 janvier 2020 à Bansko

## Biographie
Elle est la sœur cadette d'Irene Curtoni également skieuse dans l'équipe nationale italienne. Participante au circuit de la Coupe du monde depuis la saison 2009-2010, elle devient championne du monde junior du Super G à Crans Montana en 2011.
Elle obtient son premier podium en Coupe du monde aux Finales de Saint-Moritz en mars 2016 avec une troisième place en descente. L'hiver suivant, elle ajoute deux podiums en super G à son compteur à Val d'Isère et Crans Montana. Elle termine aussi cinquième aux Championnats du monde à Saint-Moritz en super G.
Le 25 janvier 2020, elle s'élance avec le dossard no 28 dans la deuxième descente de Bansko et s'impose pour mener un triplé italien, avec Marta Bassino deuxième à 10/100e et Federica Brignone troisième à 14/100e. Il s'agit de sa première victoire à son 186e départ en Coupe du monde.
Elana Curtoni remporte sa deuxième victoire en Coupe du monde le 23 janvier 2022 en dominant le Super-G de Cortina d'Ampezzo, avec une avance de 9/100e sur Tamara Tippler et 24/100e sur Michelle Gisin.  

## Palmarès

### Jeux olympiques
| Épreuve / Édition | Descente | Super G | Slalom géant | Slalom | Combiné |
| ----------------- | -------- | ------- | ------------ | ------ | ------- |
| JO 2022 Pékin     | 5e       | 10e     | 20e          | —      | Abandon |

### Championnats du monde
| Épreuve / Édition                | Descente | Super G | Slalom géant | Slalom | Combiné |
| Mondiaux 2011 Garmisch           | —        | 6e      | —            | —      | 16e     |
| Mondiaux 2013 Schladming         | —        | 18e     | —            | —      | 13e     |
| Mondiaux 2015 Vail-Beaver Creak  | —        | 10e     | —            | —      | Abandon |
| Mondiaux 2017 Saint-Moritz       | —        | 5e      | —            | —      | Abandon |
| Mondiaux 2021 Cortina d'Ampezzo  | 8e       | 18e     | Abandon      | —      | 4e      |
| Mondiaux 2023 Courchevel-Méribel | 13e      | 15e     | —            | —      | 9e      |
| Mondiaux 2025 Saalbach           | —        | 9e      | —            | —      | —       |

### Coupe du monde
- Meilleur classement général : 14e en 2021.
- 12 podiums dont 3 victoires

#### Détail des victoires
| Saison / Épreuve | Descente     | Super-G           | Slalom Géant | Combiné Alpin | Total |
| 2019-2020        | Bansko       |                   |              |               | 1     |
| 2021-2022        |              | Cortina d'Ampezzo |              |               | 1     |
| 2022-2023        | Saint-Moritz |                   |              |               | 1     |
| Total            | 2            | 1                 |              |               | 3     |

#### Différents classements en Coupe du monde
| Année/Classement | Année/Classement | Général | Général | Descente | Descente | Slalom géant | Slalom géant | Super G | Super G | Combiné | Combiné |
| ---------------- | ---------------- | ------- | ------- | -------- | -------- | ------------ | ------------ | ------- | ------- | ------- | ------- |
| Année/Classement | Année/Classement | Class.  | Points  | Class.   | Points   | Class.       | Points       | Class.  | Points  | Class.  | Points  |
| 2011             | 2011             | 53e     | 114     | 43e      | 12       | -            | -            | 23e     | 68      | 21e     | 34      |
| 2012             | 2012             | 40e     | 200     | 48e      | 4        | 27e          | 9            | 11e     | 151     | 15e     | 36      |
| 2013             | 2013             | 38e     | 212     | 44e      | 2        | 29e          | 57           | 19e     | 91      | 7e      | 62      |
| 2014             | 2014             | 75e     | 51      | -        | -        | 37e          | 24           | 35e     | 27      | -       | -       |
| 2015             | 2015             | 44e     | 147     | -        | -        | 33e          | 24           | 16e     | 110     | 18e     | 13      |
| 2016             | 2016             | 23e     | 455     | 16e      | 188      | 25e          | 82           | 15e     | 153     | 23e     | 32      |
| 2017             | 2017             | 17e     | 426     | 30e      | 53       | 26e          | 73           | 4e      | 271     | 20e     | 29      |
| 2018             | 2018             | 126e    | 4       | -        | -        | 52e          | 4            | -       | -       | -       | -       |
| 2019             | 2019             | 57e     | 120     | 35e      | 37       | -            | -            | 21e     | 83      | -       | -       |
| 2020             | 2020             | 15e     | 434     | 6e       | 246      | -            | -            | 11e     | 143     | 10e     | 45      |
| 2021             | 2021             | 14e     | 432     | 9e       | 206      | 18e          | 90           | 10e     | 136     | -       | -       |

### Championnats du monde junior
- Garmisch-Partenkirchen 2009 :
  -  Médaille de bronze en combiné.
- Crans Montana 2011 :
  -  Médaille d'or en super G.

### Coupe d'Europe
- 3e du classement général en 2010.
- Gagnante du classement du combiné en 2010.
- 1 victoire en super combiné.

### Championnats d'Italie
- Championne du super combiné en 2011.
- Championne du slalom géant en 2013.